# Natalja Varlej
Natalja Vladimirovna Varlej (russisk: Наталья Владимировна Варлей, født 22. juni 1947) er en sovjetisk og russisk skuespiller, der fik sit store gennembrud i komediefilmen Kavkazskaja plennitsa, ili Novyje prikljutjenija Sjurika (da.: Den kaukasiske fange, eller Shuriks nye eventyr) fra 1967.

## Biografi
Natalja Varlej blev født i Constanţa i Rumænien som datter af en skibskaptajn, der tillige var borgmester i Murmansk, hvor familien boede. Nataljas mor var en fjern efterkommer af Aleksej Tolstoj.
Familien flyttede i 1950'erne til Moskva, hvor hun blev optaget på Moskva Nikulin-cirkus' børnestudie, hvor hun hurtigt gjorde sig bemærket. Efter at have taget eksamen fra fra cirkus-kollegiet, blev hun optaget i Nikulin-cirkussets trup som ekvibrilist.
Under en turne i Odessa blev hun opdaget af filminstruktøren Georgij Jungvald-Khilkevitj, der inviterede hende til en mindre rolle i hans film Formula Radugi (da.: Regnbueformlen, 1966). Under optagelserne blev Varlej bemærket af en assistent til instruktøren Leonid Gajdaj, der inviterede hende til audition for sit nye filmprojekt Kavkazskaja plennitsa (Den kaukasiske fange). På trods af, at flere prominente skuespillerinder deltog i audition, blev den 19-årige Varlej uden skuespillererfaring fra større roller valgt til at spille hovedrollen i filmen; hendes stemme blev dog dubbet.
Filmen Kavkazskaja plennitsa, ili Novyje prikljutjenija Sjurika (da.: Den kaukasiske fange, eller Shuriks nye eventyr) fik premiere i april 1967 og blev en kæmpesucces og gjorde med et Varlej til en feteret skuespillerinde. Hun medvirkede herefter i den første sovjetiske gyserfilm, Vij, hvor hun med succes spillede den kvindelige hovedrolle. Hun medvirkede de følgende år i de populære film Koporal Zbruyevs syv brude og 12 stuljev. Hun forlod cirkus og begyndte en formel skuespilleruddannelse, som hun afsluttede i 1971, hvor hun tilsluttede sin en teatertrup i Moskva.
Hun medvirkede i film op igennem 1980'erne, men på trods af en række mindre successer (bl.a. Ne khotju byt vzroslym (da.: Jeg vil ikke være voksen) og Moj papa - idealist) var hendes karriere for nedadgående. Hun trak sig tilbage fra skuespillet i 1990'erne efter eget udsagn som følge af den manglende kvalitet i de manuskripter, som hun fik tilbudt, men vendte tilbage i 2006 og i en tv-serie i 2022.
Forinden hun stoppede som skuespiller, havde hun påbegyndt en karriere som digter og tekstforfatter til musik, og hun udgav mellem 1992 og 1999 fire studiealbum og udgav tillige tre bøger med poesi. I 2000'erne optrådte hun ved koncerter og var vært for et tv-show på den russiske Kanal 1.

### Privatliv
Hun blev i 1967 gift med skuespilleren Nikolaj Burljajev (kendt for bl.a. sine roller i Tarkovskijs Ivans barndom og Den yderste dom), men ægteskabet blev kortvarigt og opløst efter blot et år. Hun blev kort efter gift med Vladimir Tikhonov, søn af skuespilleren Vjatjeslav Tikhonov og Nonna Mordjukova, men også dette ægteskab blev kortvarigt. Hun blev i 1999 gift for tredje gang, men også dette ægteskab blev kortvarigt.
Efter Sovjetunionens sammenbrud blev hun medlem af Ruslands kommunistparti og var en markant modstander af Boris Jeltsins politik og fortaler for Gennadij Sjuganov under denne valgkamp i 1996.
Hun er erklæret ortodoks kristen og har deltaget i offentlige demonstrationer med, hvad hun anser som "sataniske" tendenser i det demokratiske Ruslands filmindustri og moderne kunst.
Hun blev i 2016 sammen med en række øvrige rusisske kulturpersoner af Ukraine nægtet indrejse i Ukraine.

## Udvalgt filmografi
- Kavkazskaja plennitsa, ili Novyje prikljutjenija Sjurika (da.: Den kaukasiske fange, eller Shuriks nye eventyr) fra 1967.
- Vij (1967) som Pannotjka
- Sem nevest efrejtora Zbrujeva (da.: Koporal Zbrujevas syv brude, 1970) som Galina Marianna
- 12 stuljev (da.: Tolv Stole, 1971) som Liza
- Osjibki junosti (da.: Ungdommens fejltagelser, 1978) som Zina
- Moj papa - idealist (da.: Min far - idealist, 1980)
- Ne khotju byt vzroslym (da.: ''Jeg vil ikke være voksen, 1982) som Katja Jevgenij
- Gostja iz budusjjego (da.: Gæsten fra fremtiden, 1985) som Marta Jerastovna
- Volkodav iz roda Serykh Psov (da.: Ulvehunde fra de grå hundes familie, 2006)